# Atholl Highlanders

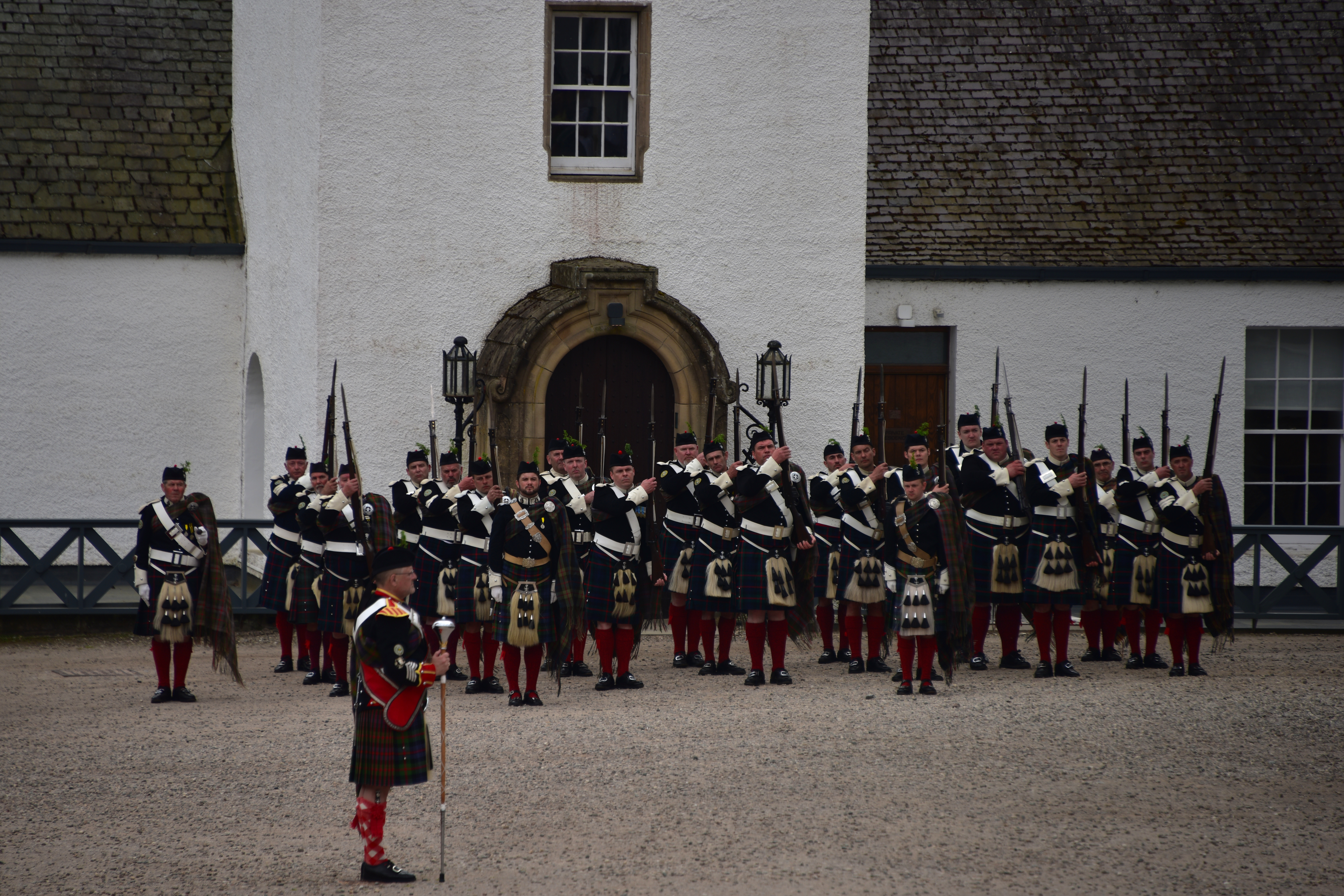
Parada militar dos Atholl Highlanders em 2017

O Atholl Highlanders é um regimento de infantaria cerimonial escocês. É o único exército privado remanescente na Europa e actuam como guarda-costas pessoais do duque de Atholl, chefe do Clã Murray, uma família que prosperou em Perthshire por volta de 750 anos. Embora não tenha um papel militar oficial, este corpo escolhido a dedo de homens locais está armado com espingardas Lee-Metford, e o regimento inclui uma banda de gaita de foles. A adesão aos Highlanders é feita apenas por convite do duque, que selecciona especialmente homens com laços com a propriedade ou com a área local. O regimento não faz parte do Exército britânico, mas está sob o comando do Duque de Atholl e está baseado no Castelo Blair, em Blair Atholl.